# Бротон, Джек
Джон «Джек» Бро́тон (англ. John "Jack" Broughton; 1704, Бонтон, Глостершир — 8 января 1789, Лондон) — английский кулачный боксёр, первый человек, составивший ряд правил для боксёрских поединков. До этого существовавшие «правила» были слабо определены и имели тенденцию меняться от соревнования к соревнованию. Семь правил Бротона о том, как проводить бокс в его амфитеатре (в то время самом большом и влиятельном для состязаний подобного рода) позже развились в Правила лондонского призового ринга.

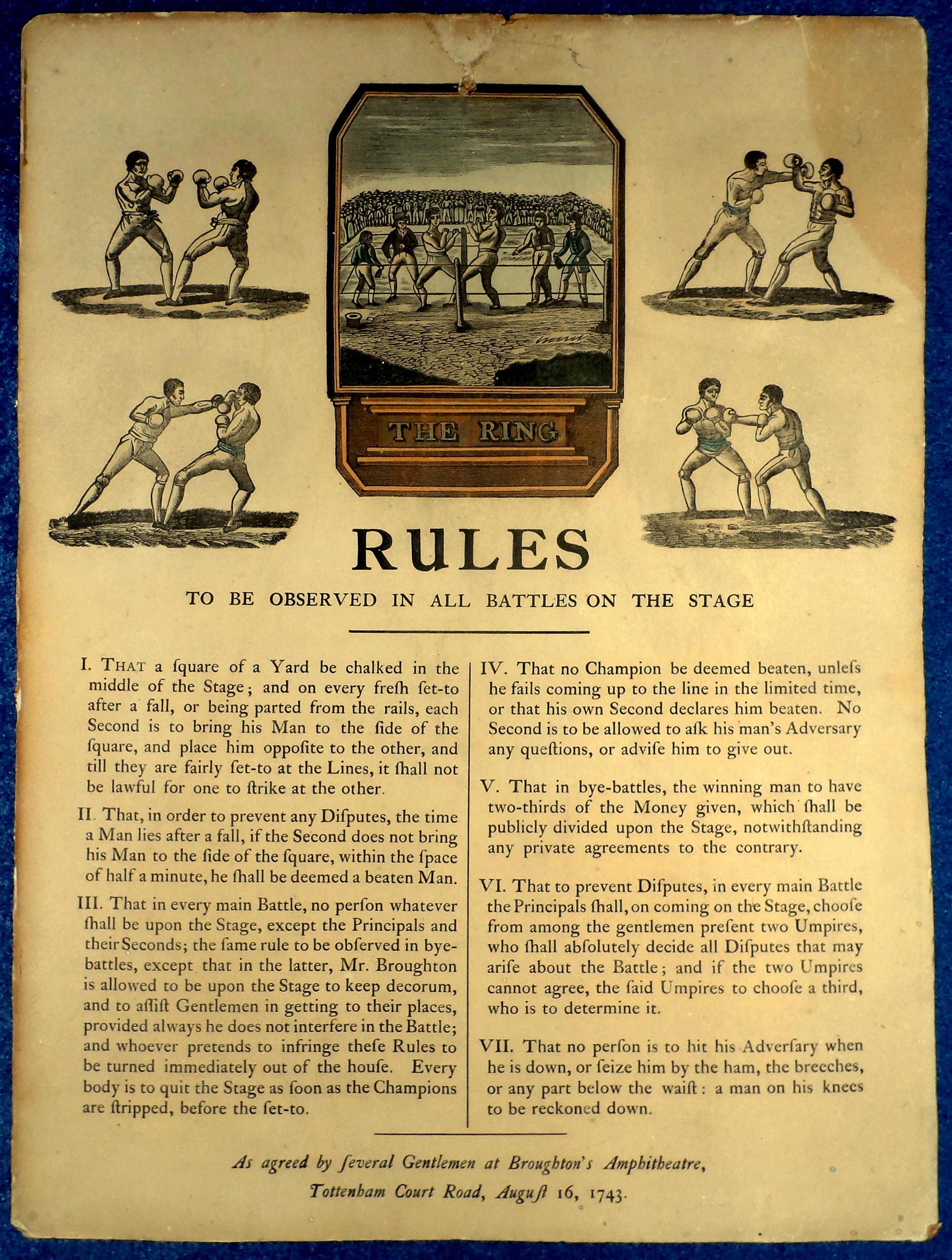
Правила Бротона на английском языке, 1743 год

## Биография и карьера
Джон Бротон родился в 1704 году. Происхождение Бротона не вполне ясно. По одной из версий, он был сыном фермера из деревни Бонтон (Baunton), расположенной примерно в двух милях к северу от города Сайренсестер в графстве Глостершир. В возрасте 12 лет покинул родной дом и отправился в Бристоль, где работал на берегу. Там он, вероятно, вступил в драку с местными парнями, которые были известны своей драчливостью. Предположительно после этого на Бротона обратил внимание Джеймс Фигг и увёз его в Лондон для тренировок и поединков в своём амфитеатре. Спустя десятилетия ежегодный реестр за 1789 год, сообщивший о смерти Бротона, писал о его происхождении просто: «Изначально он был лодочником».
В 1741 году Бротон во время боя нанёс тяжёлое поражение Джорджу Стивенсону, возглавлявшему амфитеатр после смерти Джеймса Фигга в 1734 году. От полученных травм Стивенсон скончался. Случившееся навело Бротона на мысль о необходимости установить в боксе чёткие правила, для того чтобы уменьшить вероятность подобных трагедий.
Через два года он составил свод правил для бокса, который опубликовал 16 августа 1743 года. Впоследствии эти правила на протяжении почти ста лет рассматривались как основополагающие. Они, в частности, предусматривали, что раунд длится до тех пор, пока один из соперников не упадёт; кроме того, между раундами должен быть 30-секундный интервал. Правила Бротона широко использовались до тех пор, пока в 1838 году не были заменены на Правила лондонского призового ринга.
Бротон также является изобретателем первых боксёрских перчаток. Однако долгое время они использовались лишь на тренировках, а реальные бои по-прежнему проводились на кулаках. В обязательном порядке перчатки стали применять только с 1866 года, согласно новым правилам, введённым маркизом Куинсберри.
Благодаря своему статусу в боксе и помощи со стороны богатых покровителей Бротон открыл свой собственный амфитеатр на Хэнвей-роуд, близ Оксфорд-стрит. Здесь он со своей командой проводил боксёрские представления. Первые бои в амфитеатре состоялись 13 марта 1743 года. Плата за вход не превышала одного шиллинга. Покровители могли наблюдать за ходом поединков между отдельными соперниками.
В 1750 году Бротон дрался с Джеком Слэком, мясником из Нориджа, оскорбившим его. Спустя 14 минут борьбы Слэк ударил его кулаком между глаз. Из-за образовавшейся опухоли Бротон был не в состоянии видеть соперника и удалился со встречи. Герцог Камберлендский Уильям Август, в то время покровительствовавший Бротону, потерял, как сообщалось, из-за этого 10 000 фунтов и во всём обвинил его. После случившегося герцог закрыл амфитеатр Бротона и вместо этого занялся антикварным бизнесом.
Кроме карьеры в боксе, Джек Бротон служил телохранителем английского короля Георга II. В частности, он защищал монарха, когда тот сражался в битве при Деттингене.
Джек Бротон скончался 8 января 1789 года в Лондоне. Похоронен в Вестминстерском аббатстве.
Бротон является одним из тех, кто включён в Международный зал боксёрской славы. Он значится там как пионер этого вида спорта.